# Harakat-ul-Jihad al-Islami
Harakat-ul-Jihad al Islami fou una organització guerrillera de Caixmir fundada el 1980 per la unio de dos grupuscles formats per la guerra de l'Afganistan: Jamaat-ul-Ulema-e-Islami i Tabligh-i-Jamaat (TiJ). El 1985 va formar amb un grup escindit el Harkat-ul-Ansar